# British Aerospace
British Aerospace (BAe) era una società aerospaziale e un costruttore di sistemi di difesa britannico e fa ora parte di BAE Systems.

## Storia
L'azienda venne costituita con una legge apposita il 29 aprile 1977, come conseguenza dell'Aircraft and Shipbuilding Industries Act, che ordinava la nazionalizzazione e la fusione della British Aircraft Corporation, della Hawker Siddeley Aviation, della Hawker Siddeley Dynamics e della Scottish Aviation.
Nel 1979 British Aerospace entrò a far parte ufficialmente di Airbus, sebbene la Gran Bretagna si fosse ritirata dalla partecipazione al consorzio nell'aprile 1969.
Nel rispetto dei termini del British Aerospace Act 1980, la società costituita per legge venne trasformata in una PLC, British Aerospace Public Limited Company, il 1º gennaio 1981. Il 4 febbraio 1981 il governo vendette il 51,57% delle proprie azioni. Il governo britannico vendette il resto delle proprie azioni nel 1985, mantenendo una golden share da 1 sterlina che gli permetteva di esercitare un'azione di veto sul consiglio di amministrazione dell'azienda.
BAe era il maggior esportatore del Regno Unito: un rapporto della commissione antitrust riferisce di un ammontare di circa 45 miliardi di sterline in un periodo di dieci anni, l'80% dei quali da vendite nel settore difesa.
Il 26 settembre 1985 i governi di Regno Unito e Arabia Saudita firmarono il contratto di Al Yamamah, con BAe come primo appaltatore.
Il contratto, esteso nel 1990 e mai svelato dettagliatamente, comprendeva la fornitura di aerei da attacco e difesa aerea Tornado, di jet da addestramento Hawk, di sistemi missilistici Rapier, infrastrutture e navi.
Gli affari Al Yamamah sono stimati con una cifra intorno ai 20 miliardi di sterline e continuano ancora oggi a fornire una larga percentuale dei profitti di BAe.

### Perdite e ristrutturazione
Nel 1991 BAe iniziò ad attraversare maggiori difficoltà. BAe vide scendere le sue azioni sotto i 100 pence per la prima volta. Il 9 settembre 1991 la compagnia emise un comunicato d'urgenza sui profitti e dopo quella settimana rischiò il lancio di 432 milioni di sterline con diritto di acquisto. Il 25 settembre 1991 la direzione della BAe guidata dal CEO Richard Evans cacciò il Presidente Professore Sir Roland Smith in uno dei licenziamenti descritti da The Independent come "uno dei più spettacolari e brutali colpi di sala di consiglio compiuti negli ultimi anni."
Richard Evans descrisse i problemi con queste parole:
A metà del 1992 BAe storna 1 miliardo di sterline di patrimonio, per la maggior parte per esuberi e ristrutturazione della divisione degli aerei regionali. Questo fu il maggiore storno di asset nella storia delle aziende britanniche. È interessante notare che la General Electric (GEC) fu vicina ad acquisire BAe. BAe tagliò il 47% dei suoi dipendenti (60.000 su 127.000) 40.000 dei quali appartenevano alla "regional aircraft division".
Evans decise di vendere le divisioni che si occupavano dei prodotti "non-core" della azienda (Gruppo Rover, Arlington Securities, BAe Corporate Jets, BAe Communications e Ballast Nedam). Sebbene la diversificazione fosse stata una strategia vincente (per difendere la azienda dai cicli del mercato aerospaziale e della difesa) la compagnia non poteva mantenerla: «Semplicemente non possiamo gestire due "core business", auto e aerospaziale. A un certo punto Rover aveva circa 2 miliardi di sterline della nostra capacità bancaria.» BAe Corporate Jets Ltd e Arkansas Aerospace Inc furono vendute a Raytheon nel 1993. Nel 1994 il gruppo Rover fu venduto a BMW e British Aerospace Space Systems fu venduto a Matra Marconi Space. Nel 1998 BAe ridusse la sua quota di partecipazione azionaria in Orange plc al 5%.

### Le accuse di corruzione
Ci sono state molte accuse di corruzione riguardo ai contratti con la Al Yamamah - tangenti ai membri della famiglia reale saudita e funzionari governativi. Alcuni accusatori dissero che il figlio dell'ex premier Thatcher, Mark Thatcher, potrebbe essere stato coinvolto anche se lui ha sempre negato di aver ricevuto pagamenti o di aver sfruttato la sua parentela per i suoi affari. Lo UK National Audit Office (Ufficio nazionale verifiche) investigò sui contratti e fino ad adesso non ha ancora comunicato delle conclusioni.
Nel 1997 BAe si unì a Lockheed Martin per l'X-35 Joint Strike Fighter team.

### Acquisizioni fatte e divisioni stabilite
- 1986 - Eurofighter, formata con Alenia Aeronautica, CASA e DASA per lo sviluppo di Eurofighter Typhoon.
- 1987 - Royal Ordnance
- 1988 - Gruppo Rover
- 1991 - Heckler & Koch
- 1991 - 30% di Hutchison Telecommunications
- 1991 - BAeSEMA, jointventure con Sema Group.
- 1992 - Avro RJ Regional Jets per produrre la serie Avro RJ, evoluzione del BAe 146.
- 1994 - BAeSEMA, Siemens Plessey e GEC-Marconi formano UKAMS Ltd, il partner britannico nel consorzio Principal Anti-Air Missile System (PAAMS), insieme a Eurosam.
- 1995 - BAe, la Defence Research Agency (successivamente parte di DERA), GEC-Marconi e Cray Research (UK) Ltd formano il Farnborough Supercomputing Centre.
- 1995 - Saab Military Aircraft e BAe firmano un accordo per lo sviluppo comune della versione export del JAS 39 Gripen.
- 1996 - BAe e Matra Defense formano la jointventure Matra BAe Dynamics.
- 1998 - La parte inglese di Siemens Plessey Systems (SPS) acquisita da Siemens AG. DASA acquista il patrimonio tedesco di SPS.
- 1998 - UKAMS diventa interamente di proprietà di BAe Dynamics.
- 1998 - Di BAeSEMA il 50% delle azioni di SEMA.

### Il passaggio a BAE Systems
Nel 1998 BAe inizia ad agire per il consolidamento nel settore difesa, come altri gruppi europei e americani.
Fu anticipato che BAe si sarebbe fusa con la tedesca DASA per formare un "gigante" europeo del settore aerospaziale. Un contratto di fusione fu negoziato tra Richard Evans e il CEO di DASA, Jürgen Schrempp.
Quando però fu chiaro che General Electric voleva vendere la sua controllata Marconi Electronic Systems (difesa elettronica), Evans interruppe la fusione al fine di acquistare Marconi. Evans affermò nel 2004 che la sua paura era quella che un gruppo statunitense comprasse Marconi e sfidasse così sia BAe che DASA. Schrempp, contrariato da questa mossa, scelse la fusione con Aerospatiale per creare la European Aeronautic Defence and Space Company (EADS). A questo gruppo si unì poi la spagnola CASA con un accordo del dicembre 1999.
L'unione con GEC per creare una ditta britannica confrontabile con quella che sarebbe stata la ditta anglo-tedesca rese più probabile la possibilità di una penetrazione degli USA nel settore della difesa. L'azienda, inizialmente chiamata "New British Aerospace", fu ufficialmente formata il 30 novembre 1999 e ribattezzata Systems.

## Prodotti BAe
BAe è stato il maggiore esportatore britannico: un documento della Competition Commission dà una cifra aggregata su dieci anni di 45 miliardi di sterline, di cui l'80% per il settore difesa.

### Aeromobili
- BAe 125
- BAe 146
- BAe ATP
- BAe EAP
- BAe AV-8B Harrier II
- BAe Hawk
- BAe Jetstream 41
- BAe Sea Harrier
- BAe / Avro 748
- BAe / Avro Vulcan
- BAe / BAC Jet Provost
- BAe / BAC Strikemaster
- BAe / Blackburn Buccaneer
- BAe / English Electric Canberra
- BAe / English Electric Lightning
- BAe / Handley Page Jetstream
- BAe / Handley Page Victor
- BAe / Hawker Hunter
- BAe / Hawker Siddeley Harrier
- BAe / Hawker Siddeley Nimrod
- BAe / Hawker Siddeley Trident
- BAe / Scottish Aviation Bulldog
- BAe / Vickers VC10
- Panavia Tornado
- Sepecat Jaguar

### Missili
- BAC/BAe Rapier
- Hawker Siddeley Dynamics Sea Dart missile
- BAe Sea Eagle
- BAe Sea Skua
- BAe Sea Wolf
- BAe Skyflash
- Royal Aircraft Establishment Skylark sounding rocket